# Chalette-sur-Voire
 Chalette-sur-Voire  là một xã ở tỉnh Aube, thuộc vùng Grand Est ở phía bắc miền trung nước Pháp.